# همایون ارجمند
همایون ارجمند (زاده ۱۳۱۱ - درگذشته ۱۳۸۸) مدیر فیلم‌برداری و تدوین‌گر اهل ایران بوده‌است.

## کارگردان
- عمو سبزی فروش (۱۳۴۶)

## نویسنده
- عمو سبزی فروش (۱۳۴۶)

## تهیه‌کننده
- عمو سبزی فروش (۱۳۴۶)

## مدیر فیلم‌برداری
- زن و زمین/خوش غیرت (۱۳۵۷)
- عیالوار (۱۳۵۲)
- حکیم‌باشی (۱۳۵۱)
- فتنه چکمه پوش (۱۳۵۱)
- حیدر (۱۳۵۰)
- میعادگاه خشم (۱۳۵۰)
- سکه شانس (۱۳۴۹)
- شهر گناه (۱۳۴۹)
- یاقوت سه چشم (۱۳۴۹)
- جدایی (۱۳۴۸)
- قصر زرین (۱۳۴۸)
- نعره طوفان (۱۳۴۸)
- زن‌ها و شوهرها (۱۳۴۶)
- هفت شهر عشق (۱۳۴۶)
- خوشگل خوشگلا (۱۳۴۴)
- زبون بسته (۱۳۴۴)
- همه سر حریف (۱۳۴۴)
- دزد شهر (۱۳۴۳)
- قربون خودم (۱۳۴۱)

## تدوین
- زن و زمین/خوش غیرت (۱۳۵۷)
- عیالوار (۱۳۵۲)
- حکیم‌باشی (۱۳۵۱)
- سکه شانس (۱۳۴۹)
- قصر زرین (۱۳۴۸)
- زن‌ها و شوهرها (۱۳۴۶)
- خوشگل خوشگلا (۱۳۴۴)
- زبون بسته (۱۳۴۴)
- همه سر حریف (۱۳۴۴)
- سه تفنگدار (فیلم ۱۳۴۳) (۱۳۴۳)
- نیرنگ دختران (۱۳۴۳)
- قربون خودم (۱۳۴۱)
- کلید (فیلم ۱۳۴۱) (۱۳۴۱)